# Mondragon (Norra Samar)
Mondragon (Bayan ng Mondragon) är en kommun i Filippinerna. Kommunen ligger på ön Samar, och tillhör provinsen Norra Samar. Folkmängden uppgår till 28 098 invånare.

## Barangayer
Mondragon är indelat i 24 barangayer.
| - Bagasbas - Bugko - Cablangan - Cagmanaba - Cahicsan - Chitongco (Pob.) - De Maria - Doña Lucia - Eco (Pob.) - Flormina - Hinabangan - Imelda | - La Trinidad - Makiwalo - Mirador - Nenita - Roxas - San Agustin - San Antonio - San Isidro - San Jose - San Juan - Santa Catalina - Talolora |